# Der stolze Rebell
Der stolze Rebell (Originaltitel: The Proud Rebel) ist ein US-amerikanischer Western von Michael Curtiz aus dem Jahre 1958 mit Alan Ladd und Olivia de Havilland in den Hauptrollen. Die Handlung basiert auf einer Kurzgeschichte von James Edward Grant.

## Handlung
Nach Ende des amerikanischen Bürgerkrieges reist der ehemalige Konföderierten-Soldat John Chandler mit seinem Sohn David durch die Nordstaaten. David hatte im Bürgerkrieg seine Stimme verloren, als ihr Haus abbrannte und seine Mutter dabei ums Leben kam. Nun sucht John nach ärztlicher Behandlung, damit sein Sohn wieder sprechen kann. In Illinois treffen sie in einer Kleinstadt den Arzt Enos Davis, der David zwar selbst nicht helfen kann, aber auf einen befreundeten Arzt in Minnesota verweist, der bereits in einigen ähnlichen Fällen geholfen habe. Als eine Schafherde der Farmersfamilie Burleigh – bestehend aus dem Vater Harry und seinen zwei Söhnen – John und David den Weg versperrt, kann ihr treuer Hund Lance die Schafe auf beeindruckende Weise aus dem Weg treiben. 
Chandler möchte nun zu dem Arzt in Minnesota aufbrechen, doch die Burleighs versuchen den Hund wegen seiner Fähigkeiten zu stehlen und verwickeln John in eine Prügelei. Die Burleighs klagen John anschließend vor Gericht an. John wegen der Prügelei dazu verurteilt, entweder 30 Tage ins Gefängnis zu gehen oder 30 Dollar zu bezahlen. Die zufällig anwesende Farmerin Linnett Moore hat Mitleid mit John und seinem Sohn. Sie schlägt dem Richter vor, die 30 Dollar zu bezahlen, welche sich Chandler dann auf ihrer Farm abarbeiten könne. 
In den nächsten Wochen betätigt sich John fleißig auf Linnetts Farm, die diese allein bewirtschaften muss, seitdem ihr Vater gestorben ist. Linnett wird seit langer Zeit hartnäckig von Harry Burleigh bedrängt, ihre Farm doch an ihn zu verkaufen, damit er sich erweitern könne. Das sorgt immer wieder für Streit zwischen Linnett und den Burleighs. Diese schrecken auch nicht davor zurück, eine Scheune von Linnett abzubrennen, um sie endlich gefügig zu machen. Zwischen Linnett und John deutet sich gegenseitige Liebe an, doch versucht John auf Distanz zu bleiben, da er weiterhin mit seinem Sohn zum Arzt in Minnesota will.
John hat nicht genug Geld, die teure Reise für David zu dem gewünschten Arzt zu finanzieren. Er will aber auch nicht den von ihm und David heißgeliebten Hund Lance verkaufen, obwohl ein Dorfbewohner namens Birm Bates ihm viel Geld dafür bietet. Erst als David von einigen gleichaltrigen Jungen wegen seiner Sprachlosigkeit verprügelt wird, entschließt sich der Vater, Lance an Mr. Bates zu verkaufen. Linnett reist mit David nun zum Arzt nach Minnesota, während John die von den Burleighs niedergebrannte Scheune wieder aufbaut. 
Die Operation von David misslingt allerdings: Als er immer noch sprachlos nach Hause zurückkehrt, muss er feststellen, dass Lance verschwunden ist, und ist enttäuscht von seinem Vater. Ein reuiger John will nun Lance wieder von Mr. Bates abkaufen, doch der hat ihn inzwischen beim Pokerspielen an die Burleighs verloren. Diese können allerdings nicht wirklich mit Lance umgehen und behandeln ihn denkbar schlecht.
John bittet nun bei Harry Burleigh darum, ob er den Hund wiederbekommen kann. Für Burleigh ist John ein Dorn in seinem Auge, da die sich anbahnende Ehe zwischen Linnett und John seine Chancen auf die Linnett-Farm zunichtemachen würde. Burleigh gibt sich zunächst wohlwollend und erklärt, John könne den Hund aus dem Schuppen holen – gleichzeitig warten aber seine Söhne darauf, John dann beim Verlassen des Schuppens zu erschießen, damit es wie ein Hundediebstahl aussieht. David muss schreien, um das Leben seines Vaters zu retten, und gewinnt so seine Stimme zurück. Bei der Schießerei tötet John Harry Burleigh und seinen älteren Sohn Jeb; der jüngere Sohn Tom richtet seine Waffe zunächst auch auf John und seinen Sohn, lässt sie dann aber weinend sinken. John und David kehren mit dem Hund zu der sehnsüchtig wartenden Linnett zurück.

## Hintergrund
James Edward Grant veröffentlichte seine Kurzgeschichte Journal of Linnett Moore im Oktober 1947. Nur wenig später kaufte Filmproduzent Samuel Goldwyn auf Drängen seines Sohnes Samuel Goldwyn Jr. die Filmrechte. Dennoch dauerte es rund zehn Jahre, bis Der stolze Rebell schließlich realisiert werden konnte. Über Jahre feilte Goldwyn junior an kleinen Details im Drehbuch, von Beginn an war Alan Ladd seine Wunschbesetzung für die Hauptrolle. Da er den Film unbedingt mit einem großen Budget realisieren wollte, aber es an der Finanzierung mangelte, bezahlte Goldwyn junior das Budget von 1,6 Millionen US-Dollars zu einem Viertel aus eigener Tasche. Diesen Schritt erklärte er später so: „Ich hatte wirklich keine andere Wahl. Für mich war es sehr wichtig, dass diese Geschichte auf die Weise verfilmt werden sollte, wie ich dachte, oder dass sie sonst überhaupt nicht verfilmt werden sollte.“ (I really had no other choice. To me it was very important that this story be filmed as I thought it should be done or not at all.)
Gedreht wurde der in Technicolor-Western in der Umgebung von Cedar City, Utah. Die Rolle des Hundes Lance übernahm ein Border Collie namens King.
Alan Ladd drehte hier bereits zum dritten Mal mit seinem Sohn David Ladd (* 1947). Beide hatten bereits bei Mein großer Freund Shane (1953) und Herrscher über weites Land (1957) gemeinsam vor der Kamera gestanden. Olivia de Havilland drehte ein letztes Mal mit Regieveteran Michael Curtiz, mit dem sie bereits in den 1930er-Jahren an gearbeitet hatte, darunter an den Filmklassikern Unter Piratenflagge und Robin Hood, König der Vagabunden. Die Produktion wurde zeitweise unterbrochen, als Curtiz sich unerwartet einer Blinddarmentfernung unterziehen musste. Da Curtiz in Hollywood berüchtigt für seine Strenge am Filmset war, hatte Alan Ladd laut Erinnerungen von Olivia de Havilland zunächst etwas Angst vor dem Filmdreh. Für Alan Ladd, dessen Karriere ihren Zenit Ende der 1950er-Jahre bereits überschritten hatte, war es die letzte Hauptrolle in einem größeren Film.
Der indische Filmemacher und Künstler Kishore Kumar war von dem Film so angetan, dass er 1964 mit Door Gagan Ki Chhaon Mein eine Neuverfilmung drehte, in welcher die Handlung allerdings nach Indien verlegt wird.

## Synchronisation
| Rolle                     | Schauspieler        | Dt. Synchronstimme |
| ------------------------- | ------------------- | ------------------ |
| John Chandler             | Alan Ladd           | Werner Peters      |
| Linnett Moore             | Olivia de Havilland | Tilly Lauenstein   |
| Harry Burleigh            | Dean Jagger         | Paul Wagner        |
| Dr. Enos Davis            | Cecil Kellaway      | Eduard Wandrey     |
| Birm Bates                | James Westerfield   | Wolf Martini       |
| Jeb Burleigh              | Harry Dean Stanton  | Herbert Stass      |
| Richter Morley            | Henry Hull          | Alfred Balthoff    |
| Geschäftsmann auf Kutsche | John Carradine      | Konrad Wagner      |

## Auszeichnungen
David Ladd wurde bei den Golden Globe Awards im Jahre 1959 gleich dreifach bedacht: Für seine Rolle als stummes Kind wurde er in den Kategorien Bester Nebendarsteller und Bester Nachwuchsdarsteller nominiert, ausgezeichnet wurde er schließlich mit einem Spezialpreis als Bester Jungdarsteller.

## Kritik
An den Kinokassen entwickelte sich Der stolze Rebell zu einem moderaten Erfolg. Auch die meisten Kritiker zeigten sich gegenüber dem Western positiv und verglichen ihn mit Mein großer Freund Shane, einem von Ladds größten Erfolgen. So schrieb der Hollywood Reporter über den Film: „Es ist der bei weitem beste, den Alan Ladd seit Shane gemacht hat, und laut unserer Meinung ist er sogar noch besser als Shane.“ Insbesondere der 11-jährige David Ladd wurde für seine Leistung gelobt. Bosley Crowther in der New York Times schrieb, der Film biete vielschichtige Charaktere und gute Darsteller, so sei David Ladd in seiner Rolle „erstaunlich professionell und sympathisch“. Die Landschaft von Utah sei überzeugend eingefangen worden und biete einen „passenden Hintergrund für das ehrlich herzerwärmende Drama“ des Filmes.
Das Lexikon des internationalen Films schrieb knapp, aber positiv: „Rührender, aber nicht rührseliger Western.“ Cinema urteilte ähnlich: „Obwohl der Western auf genreübliche Action verzichtet, verkommt er nicht zum rührseligen Melodram.“